# Circondario di Borken
Il circondario di Borken (in tedesco Kreis Borken), in Germania, si trova nel distretto governativo di Münster, nella parte nord-occidentale dello stato della Renania Settentrionale-Vestfalia.
Confina a sud e a est con i circondari di Bentheim, di Steinfurt, Coesfeld, Recklinghausen, Wesel e Kleve, mentre a nord e a ovest confina direttamente con i Paesi Bassi (provincie di Gheldria e Overijssel).

## Storia
Per secoli, all'epoca del Sacro Romano Impero Germanico, l'area oggi occupata dal distretto di Borken fu sottoposta all'autorità della Diocesi di Münster. Nel 1803, in seguito all'occupazione napoleonica, i territori furono sottratti all'amministrazione ecclesiastica. A partire dal 1815, la regione divenne parte della provincia prussiana di Vestfalia. Nel 1975 il circondario venne ingrandito incorporando la città di Bocholt (Germania), precedentemente autonoma, e il circondario di Ahaus, situazione che si mantiene tuttora.

## Città e comuni
Fanno parte del circondario 17 comuni di cui 10 portano il titolo di Città (Stadt). Una delle dieci città porta il titolo di Grande città di circondario (Große kreisangehörige Stadt) e altre tre quello di media città di circondario (Mittlere kreisangehörige Stadt).
| Città 1. Ahaus, Media città di circondario (39 658) 2. Bocholt, Grande città di circondario (71 074) 3. Borken, Media città di circondario (42 974) 4. Gescher (17 186) 5. Gronau, Media città di circondario (49 031) 6. Isselburg (10 928) 7. Rhede (19 336) 8. Stadtlohn (20 458) 9. Velen (13 198) 10. Vreden (22 758) | Comuni 1. Heek (8 628) 2. Heiden (8 194) 3. Legden (7 409) 4. Raesfeld (11 574) 5. Reken (15 092) 6. Schöppingen (6 623) 7. Südlohn (9 461) |